# Lasse Ermalm
Lars Gunnar (Lasse) Ermalm, född  22 december 1949 i Essinge församling, Stockholm, är en grafisk formgivare som ansvarat för cirka 2 500 skivomslag. 

## Biografi
Ermalm medverkade som musiker i The Underground Failure 1968–1971 och gjorde då ett av sina första LP-konvolut. När John Holm debuterade på Metronome Records med LP:n Sordin fotograferade och formgav Ermalm skivan. Med Lagt kort ligger (musikalbum), John Holms andra skiva, fick Lasse Ermalm sitt stora genombrott som grafisk formgivare och startade bolaget Ermalms Egenart.

## Skivomslag (i urval)
- Ola Magnell Nya perspektiv 1975 Metronome MLP 15.557
- Kjell Alinge & Janne Forssell Hemma Hos Janne & Kjell - Kulturfunk Från De Befriade Områdena  1976 Musiklaget MLP-8
- Kjell Höglund Doktor Jekylls Testamente 1979 Alternativ ALP-11
- Lasse Tennander Längst Därinne Är Himlen Ändå Röd 1979 Sonet SLP-2638
- Eva Dahlgren Tvillingskäl 1982 Glen Disc HGP 3022
- Tant Strul Amason 1983  MNW MNWP 129
- Adolphson-Falk Nu Lever Jag Igen 1985 Air(3) AIRS 030
- Peter LeMarc Peter LeMarc (musikalbum) 1987 MNW
- Lolita Pop Lolita Pop 1987 Mistlur MLR 56
- John Holm Verklighetens afton 1988 WEA 242 303-1
- Monica Zetterlund Monica Z 1989 RCA PL 74331
- Lena Philipsson Lena Ph 006 1991 Columbia COL 656819 2